# Rudolf Keyser
Jakob Rudolf Keyser (Oslo, 1º gennaio 1803 – Oslo, 9 ottobre 1864) è stato uno storico e archeologo norvegese.

## Biografia
Nato a Christiania, la moderna Oslo, egli era il figlio del vescovo Johan Michael Keyser (1749-1810) e della sua seconda moglie, Kirsten Margarethe Wangensteen. Inoltre, era il fratello di Fredrik Wilhelm Keyser e del teologo Christian Nicolai Keyser.
Dopo aver completato gli studi in Islanda, Rudolf Keyser fu nominato docente presso l'Università Reale di Federico a Christiania nel 1828. Divenuto professore nel 1831, rimase all'università fino al pensionamento, avvenuto nel 1862. Keyser fu inoltre il primo direttore del Museo delle Antichità Nazionali dell'Università di Oslo. Catalogò e classificò i manufatti preistorici provenienti da diversi scavi ricorrendo al sistema cronologico sviluppato da Christian Jürgensen Thomsen.
Keyser è solitamente conosciuto per via delle sue teorie sull'immigrazione in Norvegia. Secondo le sue ipotesi, le tribù norrene si sarebbero spinte in Norvegia partendo da nord e da est, un'opinione questa condivisa anche da Peter Andreas Munch, vecchio studente di Keyser. Questa teoria si ispirava in parte ai precedenti lavori di Gerhard Schøning. La teoria è stata comunemente denunciata da molti storici norvegesi, in particolare da Ludvig Kristensen Daa. Rudolf Keyser divenne cavaliere dell'Ordine di Sant'Olaf nel 1847.